# اچ‌ام‌اس اسپیدی (جی۱۷)
اچ‌ام‌اس اسپیدی (جی۱۷) (به انگلیسی: HMS Speedy (J17)) یک کشتی بود که طول آن ۲۴۵ فوت ۳ اینچ (۷۴٫۷۵ متر) بود. این کشتی در سال ۱۹۳۸ ساخته شد.